# Orobanche colorata
Orobanche colorata är en snyltrotsväxtart som beskrevs av C. Koch. Orobanche colorata ingår i släktet snyltrötter, och familjen snyltrotsväxter. Inga underarter finns listade i Catalogue of Life.